# Laser tracker
 (septembre 2019).
Si vous disposez d'ouvrages ou d'articles de référence ou si vous connaissez des sites web de qualité traitant du thème abordé ici, merci de compléter l'article en donnant les références utiles à sa vérifiabilité et en les liant à la section « Notes et références ».

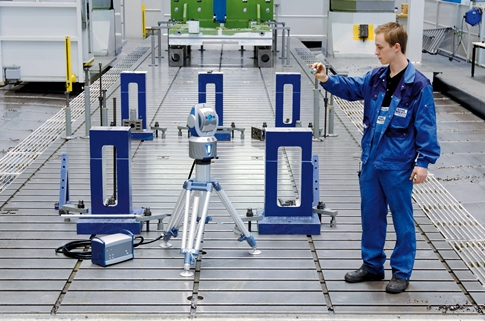
Le FARO Laser Tracker Vantage est un laser de poursuite compact et léger utilisant la technologie laser pour relever les coordonnées de grands ensembles, d’équipements ou de machines à l’aide d’un réflecteur sphérique.

Le laser tracker est un instrument de mesure de longueurs permettant de réaliser des mesures rapides et précises dans les trois dimensions, en aéronautique, automobile, robotique, industrie mécanique des grandes pièces, etc. Il est aussi appelé « laser de poursuite » par erreur de traduction transmise et empruntée par certaines sociétés françaises car il ne « poursuit » pas mais  repère l'emplacement et le positionnement d'objets visés, afin de relever leurs coordonnées tridimensionnelles.
Il a été commercialisé à partir de 1991.
Il est utilisable presque partout. Selon le modèle et la marque, il peut être transporté en bagage à main.
La précision est de l’ordre de 5 µm/m et ceci jusqu’à 160 mètres. Aujourd’hui, trois principaux fabricants de ce type d’instrument existent et se partagent le marché des prises de mesures via des systèmes portables : Automated Precision Inc. est l’inventeur de l'appareil, alors qu'Hexagon et FARO Technologies fournissent également ce système.

## Fonctionnement des laser tracker
Le laser tracker mesure deux angles et une distance. L’appareil envoie un faisceau laser vers une cible rétroréfléchissante maintenue contre l’objet à mesurer. La lumière est réfléchie par la cible, effectue le même chemin en sens inverse pour pénétrer dans le laser à son point de départ. Il existe plusieurs cibles rétroréfléchissantes, mais le rétroréflecteur monté sur sphère (SMR) est le plus communément utilisé. Lorsque la lumière pénètre à nouveau dans le laser, une  partie du rayon atteint un dispositif de mesure de distance qui mesure la distance du laser au SMR. Ce dispositif peut être soit un interféromètre, soit un appareil de mesure de la distance absolue (ADM).